# Eleição municipal de Araucária em 1972
A eleição municipal de Araucária de 1972 ocorreu no dia 15 de novembro daquele ano, junto dos municípios que estavam aptos a eleger prefeitos e vereadores. Os prefeitos eleitos administrariam tais cidades a partir de 1º de fevereiro de 1973 e seus sucessores seriam eleitos em 1976. A eleição foi realizada na Regime Militar de 1964 e a única realizada no Governo Emílio Médici, e contou com apenas a participação da ARENA na disputa da prefeitura. Os eleitores araucarienses puderam escolher entre apenas dois candidatos a prefeito, além de diversos a vereador. José Tadeu Saliba (1941-2005) era natural de Araucária e formado em direito pela Universidade Federal do Paraná; foi eleito prefeito com uma magra vantagem.

## Resultados

### Eleição para prefeito
Conforme dados do TSE, o eleitorado era de 8.468 votantes, onde foram registradas 550 abstenções e 7.918 votos válidos. Dos votos válidos, 7.598 foram nominais, 155 brancos e 165 nulos. O MDB não lançou candidatos à prefeitura. O resultado completo da eleição para prefeito é:
| José Tadeu Saliba ARENA       | Júlio Grabowski ARENA     | 3.842 | 50,57% |
| Antônio de Souza França ARENA | Romualdo Sobocinski ARENA | 3.756 | 49,43% |
| Fontes:                       |                           |       |        |

### Eleição para vereador
Ao todo, foram eleitos 9 vereadores, tendo influência dos partidos participantes, sendo a ARENA dona de mais vagas devido à influência da sublegenda. Os eleitos na ocasião são:
| Candidato(a)             | Partido | Votos | Percentual |
| ------------------------ | ------- | ----- | ---------- |
| Emílio Ferreira da Silva | ARENA   | 738   | 9,32%      |
| Francisco Franceschi     | ARENA   | 736   | 9,29%      |
| Acyr de Almeida Torres   | ARENA   | 708   | 8,94%      |
| Attílio Pereira de Lima  | MDB     | 684   | 5,60%      |
| Oldemar de Oliveira      | ARENA   | 444   | 3,52%      |
| Edvino Wsorek            | ARENA   | 407   | 5,14%      |
| Aleixo Skraba            | ARENA   | 388   | 4,90%      |
| Jorge Abud               | ARENA   | 349   | 4,40%      |
| Emílio Gunha             | MDB     | 313   | 3,95%      |